# Suchá dolina (važecká)
Suchá dolina, na turistických mapách jako Dolina suchej vody, bývá označována také jako Važecká Suchá dolina nebo Suchá dolina Važecká, Suchovodská dolina, dolina Suché vody ( polsky Handlowa dolina, Sucha dolina, Dolina Sucha Waźecka maďarsky Szuchavölgy, Szárazvízvölgy německy Suchatal, Suchawodatal je dolina, která je samostatným údolím Važecké doliny, které směřuje rovnoběžně s ní v délce 2 km pod Nefcerské sedlo. Do Važecké doliny ústí v její přední části. 

## Poloha
Vybíhá zpod Nefcerského sedla směrem na jih. Na jihovýchodě ji ohraničuje Sedielková kopa. Na východě dolinu uzavírá Sedielková kopa, Sedielkový priechod, Ostrá veža, Liptovská veža. Ze severu hřeben spojující Ostrú s Krátkou. Od západu ji ohraničuje Krátká s jižním hřebenovým výběžkem, s Jamskými věžemi, Krátkou vežou a Jamskou kopou. Dolinu odděluje dlouhý morénový skalní val, který je porostlý kosodřevinou. Pod Jamskou kopu jsou velké zlomíska, kde jsou plieska, které nejsou zaznamenány na turistických mapách. Stratené pliesko (1879 m n. m.) a Skryté pliesko (1880 m n. m.), Obě v horkých létech vysychají.  

## Původ názvu
Dolina je pustá, vyprahlá, neteče z ní potok a tak odpovídá názvu "suchá". 

## Přírodní rezervace
Dolina není přístupná po turistickém chodníku. Nevedou k ní žádné turistické značky. Je přísnou rezervací TANAPu. 

## První v údolí
První po jménu známí horolezci, kteří ji navštívili byli Karol Englisch a horský vůdce Pavel Spitzkopf st. 18. července 1903. 